# Радькова Слобода
Ра́дькова Слобода́ (бел. Радзькава Слабада) — деревня в составе Краснослободского сельсовета Быховского района Могилёвской области Республики Беларусь.

## Население
- 2010 год — 9 человек